# Resolutie 1119 Veiligheidsraad Verenigde Naties
Resolutie 1119 van de Veiligheidsraad van de Verenigde Naties werd unaniem door de VN-Veiligheidsraad aangenomen op 14 juli 1997, en verlengde het mandaat van de UNMOP-waarnemers op het Kroatische schiereiland Prevlaka.

## Achtergrond
In 1980 overleed de Joegoslavische leider Tito, die decennialang de bindende kracht was geweest tussen de zes deelstaten van het land. Na zijn dood kende het nationalisme een sterke opmars en in 1991 verklaarde Kroatië zich onafhankelijk. Daarop volgde de Kroatische Onafhankelijkheidsoorlog, tijdens dewelke het Joegoslavische Volksleger het strategisch gelegen schiereilandje Prevlaka innam. In 1996 kwamen Kroatië en Joegoslavië overeen Prevlaka te demilitariseren, waarop VN-waarnemers van UNMOP kwamen om daarop toe te zien. Deze missie bleef uiteindelijk tot 2002 aanwezig.

## Inhoud
De Veiligheidsraad:
- Herinnert in het bijzonder aan de resoluties 779, 981, 1025, 1038, 1066 en 1093.
- Overwoog het rapport van secretaris-generaal Kofi Annan.
- Bevestigt nogmaals de onafhankelijkheid, soevereiniteit en territoriale integriteit van Kroatië.
- Is bezorgd dat de partijen geen enkel voorstel van de VN-waarnemers om de spanningen in de regio te verminderden of de kwestie-Prevlaka vreedzaam op te lossen aannamen.
- Merkt ook op dat de aanwezigheid van VN-waarnemers in Prevlaka essentieel blijft voor de onderhandelingen.
- Bepaalt dat de situatie in Kroatië de internationale vrede blijft bedreigen.

1. Autoriseert de VN-waarnemers om de demilitarisatie van het schiereiland Prevlaka te blijven waarnemen.
2. Beide partijen (Kroatië en Servië en Montenegro) werden opgeroepen het akkoord over de normalisatie van hun onderlinge betrekkingen uit te voeren, de voorgestelde maatregelen aan te nemen om de veiligheid te verbeteren en zich aan de demilitarisatie te houden.
3. Vraagt de secretaris-generaal tegen 5 januari 1998 te rapporteren over de situatie en de vooruitgang van een oplossing.
4. Vraagt de waarnemers en SFOR samen te werken.
5. Besluit actief op de hoogte te blijven.

## Verwante resoluties
- Resolutie 1110 Veiligheidsraad Verenigde Naties
- Resolutie 1112 Veiligheidsraad Verenigde Naties
- Resolutie 1120 Veiligheidsraad Verenigde Naties
- Resolutie 1126 Veiligheidsraad Verenigde Naties

Lijst ·  1093 ·  1094 ·  1095 ·  1096 ·  1097 ·  1098 ·  1099 ·  1100 ·  1101 ·  1102 ·  1103 ·  1104 ·  1105 ·  1106 ·  1107 ·  1108 ·  1109 ·  1110 ·  1111 ·  1112 ·  1113 ·  1114 ·  1115 ·  1116 ·  1117 ·  1118 ·  1119 ·  1120 ·  1121 ·  1122 ·  1123 ·  1124 ·  1125 ·  1126 ·  1127 ·  1128 ·  1129 ·  1130 ·  1131 ·  1132 ·  1133 ·  1134 ·  1135 ·  1136 ·  1137 ·  1138 ·  1139 ·  1140 ·  1141 ·  1142 ·  1143 ·  1144 ·  1145 ·  1146